# Alan Patrick
Alan Patrick Lourenço, bekannt als Alan Patrick (* 13. Mai 1991 in Catanduva), ist ein brasilianischer Fußballspieler.

## Karriere

### Verein
Bereits in seiner Jugendzeit war Alan Patrick mit den Juniorenteams des FC Santos erfolgreich. So war er 2008 Finalist im brasilianischen U-17-Pokal und 2010 Finalist des Copa São Paulo de Juniores. Sein Profidebüt gab er im Alter von 17 Jahren. Erstmals in der Série A spielte er am 16. Juli 2010. In diesem Jahr gewann er mit der ersten Mannschaft sowohl den brasilianischen Pokal als auch die Staatsmeisterschaft von São Paulo. 2011 debütierte er in der Copa Libertadores und wurde auch im Hinspiel des Finales gegen CA Peñarol eingesetzt. Mit einem Treffer in fünf Partien hatte Alan Patrick seinen Anteil am Gewinn des Titels im wichtigsten Wettbewerb des südamerikanischen Vereinsfußballs.
Im Sommer 2011 wechselte er nach Europa und schloss sich dem ukrainischen Top-Klub Schachtar Donezk an. Alan Patrick kam in seinem ersten Jahr nur sporadisch zum Einsatz, konnte mit seinen Teamkollegen aber dennoch das Double aus Meisterschaft und Pokal feiern.
Im Juli 2013 wurde Alan Patrick an den brasilianischen Verein SC Internacional ausgeliehen. In den folgenden Jahren folgten Leihen nach São Paulo zur SE Palmeiras und Rio de Janeiro zum CR Flamengo.

### Nationalmannschaft
Alan Patrick lief bereits für die U-19- und die U-20-Auswahl Brasiliens auf. Mit der U-19 gewann er 2010 die Juniorenausgabe des Copa Sendai in Japan. 2011 nahm er an der U-20-Südamerikameisterschaft in Peru und der U-20-Weltmeisterschaft in Kolumbien teil und gewann mit seiner Mannschaft bei beiden Turnieren ebenfalls den Titel.

## Erfolge
Nationalmannschaft
- U-20-Fußball-Weltmeisterschaft: 2011
- U-20-Fußball-Südamerikameisterschaft: 2011
- U-19-Copa Sendai:  2010

Santos
- Staatsmeisterschaft von São Paulo: 2010, 2011
- Brasilianischer Pokal: 2010
- Copa Libertadores: 2011

Donezk
- Ukrainische Meisterschaft: 2011/12, 2012/13, 2016/17, 2017/18, 2018/19, 2019/20
- Ukrainischer Pokal: 2011/12, 2012/13, 2016/17, 2017/18, 2018/19
- Ukrainischer Supercup: 2017, 2021

Internacional
- Staatsmeisterschaft von Rio Grande do Sul: 2014

Auszeichnungen
- Bola de Prata: Auswahlmannschaft Série A 2024[2]
- Prêmio Craque do Brasileirão: Auswahlmannschaft Série A 2024[3]